# Рамосетрон
Рамосетрон (англ. Ramosetron) — антагоніст рецепторів серотоніну 5-HT3, який застосовується для лікування нудоти і блювання. Рамосетрон також показаний для лікування синдрому подразненого кишечника з переважанням діареї у чоловіків та жінок. В Індії він продається під торговою маркою «Ібсет».
Препарат ліцензований для використання лише в Японії та окремих країнах Південно-Східної Азії. У Японії рамосетрон продається під торговою назвою «Іррібоу». В інших країнах він зазвичай продається під торговою назвою «Назеа», а в Індії — як «Нозіа» (150 мкг/мл для ін'єкцій та 100 мкг для перорального застосування).